# AJ 그리핀
AJ 그리핀(AJ Griffin, 본명: 아드리안 다넬 "AJ" 그리핀 주니어, Adrian Darnell "AJ" Griffin Jr., 2003년 8월 25일 ~ )는 전미 농구 협회(NBA) 휴스턴 로키츠의 미국 프로 농구 선수이다. 듀크(Duke)에서 대학 농구를 했다.

## 고등학교 경력
그리핀은 2015-16년에 7학년, 8학년 때 오비 토핀(Obi Toppin) 선배와 함께 뉴욕주 오시닝에 있는 오시닝 고등학교 대표팀 농구팀의 선발 투수였다. 그리핀은 뉴욕주 화이트 플레인스에 있는 스테피낙 고등학교 대주교에서 농구를 했다. 신입생 때 형인 앨런과 함께 뛰었고 그의 팀이 1984년 이후 처음으로 가톨릭 고등학교 체육 협회(CHSAA) 대교구 타이틀을 획득하도록 도왔다. 2학년 시즌에 그와 RJ Davis는 최고의 백코트 중 하나를 형성했다. 국가. 그리핀은 경기당 평균 20.9득점, 10.9리바운드, 3.9어시스트, 3.5블록을 기록했다. 주니어 시절 경기당 평균 17.7 득점, 8.8 리바운드, 2.4 어시스트, 2.3 블록을 기록했으며 무릎 부상으로 시즌 대부분을 결장했으며 스테피낙(Stepinac)을 CHSAA 대교구 타이틀로 이끌었다. 그리핀은 발목 부상으로 시니어 시즌에 출전하지 못했다. 맥도널드 올 아메리칸 게임(McDonald's All-American Game) 및 조던 브랜드 클래식(Jordan Brand Classic) 명단에 이름을 올렸다.